# 絕觀論
《絕觀論》敦煌出土的佛典之一，全一卷。又稱達摩和尚絕觀論、入理緣門論、菩提心境相融一含論。全書內容係採取師（名為入理）徒（號為緣門）問答的形式，站在絕觀的立場，闡明禪的觀行。其思想類似《寶藏論》。出土計五種寫本。據佛教學者關口真大推測，本論為唐代牛頭宗法融（594～657）之作。

## 語句
直覺，是不可信的，立即式反應。直觀，以一瓶水來說，他就是一瓶水。絕觀，超越客觀與主觀。一箱水果在手上，難道只有放入冰箱和吃食完嗎?其實也可以分送他人，亦或打成果汁，並且冷藏儲存。

## 思想
為法融闡述禪宗思想。以論有心無心、凡聖、道本法用、空無相、真如實相等。印順導師的《中國禪宗史》中稱其思想與達摩最為相近，蘊含中華風味，稱其為東夏的達摩。

## 推測
柳田聖山在《初期禪宗史書的研究》書中，指出敦煌本《絕觀論》當為法融承達摩《二入四行論》之意而撰。

## 學術資料
- 關口眞大 達摩和尚絶觀論は牛頭法融の撰述たるを論ず 1957 日本印度學仏教學會
- 柳田聖山 初期禅宗史書の研究 2000 法藏館